# 謝爾羅克鎮區 (明尼蘇達州弗里伯恩縣)
謝爾羅克鎮區（英語：Shell Rock Township）是位於美國明尼蘇達州弗里伯恩縣的一個行政鎮區。

## 地方資料
謝爾羅克鎮區的面積為90.26平方千米，當中陸地面積為89.64平方千米，而水域面積為0.62平方千米。根據2020年美國人口普查的數據，當地共有人口389人，而人口密度為每平方千米4.31人。